# Holopherne
Pour les articles homonymes, voir Holopherne (homonymie).
Holopherne est un personnage du livre de Judith, qui fait partie des livres deutérocanoniques de l'Ancien Testament. C'est un général envoyé en campagne par le roi Nabuchodonosor II.
Nabuchodonosor II, qui désigne ailleurs dans la Bible un roi des Chaldéens régnant sur Babylone de 605 à 562 av. J.-C., est présenté dans ce texte comme roi d'Assyrie.

## Le récit biblique

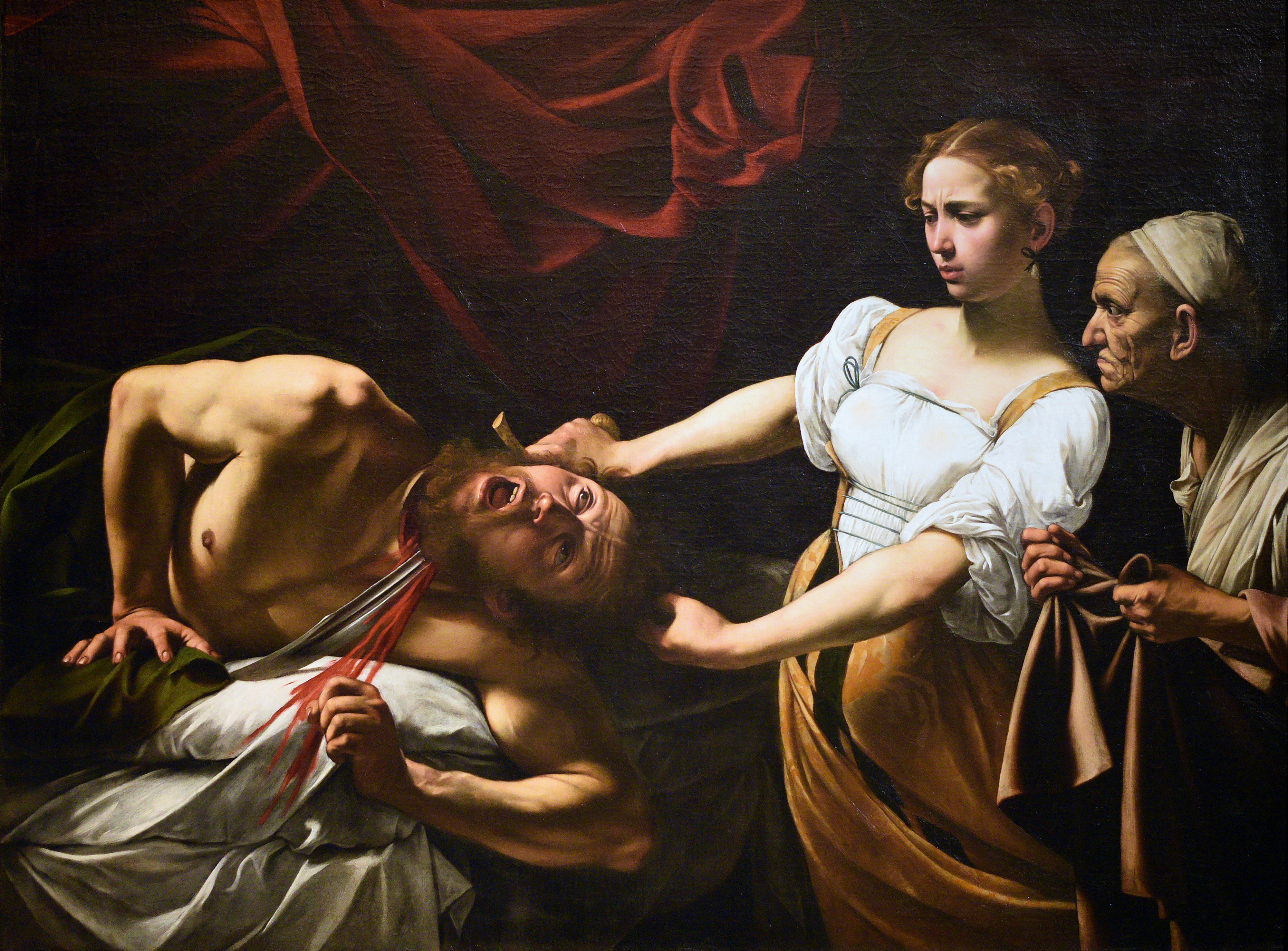
Judith décapitant Holopherne, par le Caravage.

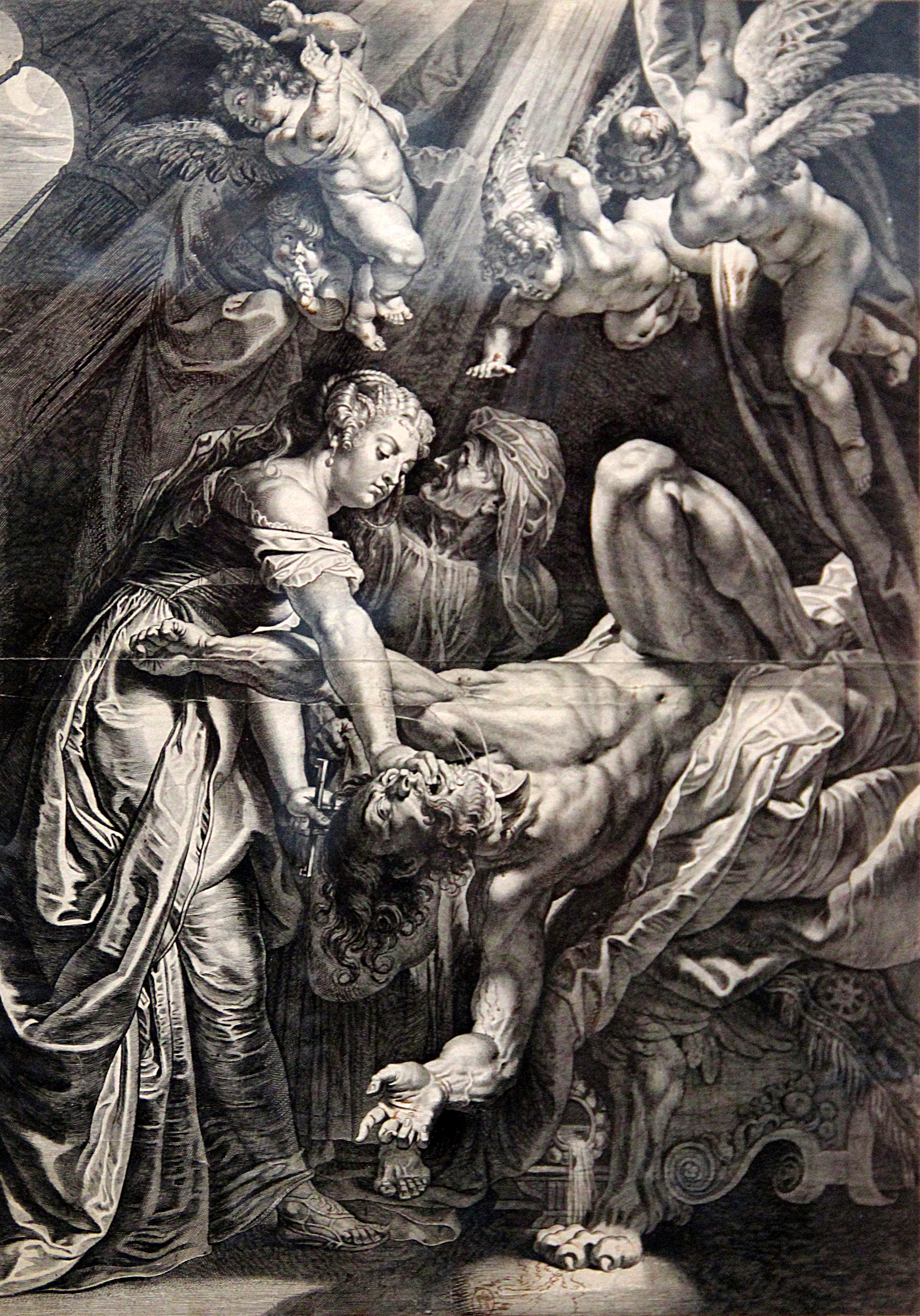
Judith décapitant Holopherne (1610-1620), burin de Cornelius Galle l'Ancien - Bibliothèque nationale de France (Paris).

Nabuchodonosor II a envoyé Holopherne, un de ses généraux, châtier les peuples de l'ouest parce qu'ils ont refusé de le soutenir dans la guerre qu'il a menée contre le roi perse Arphaxad (cf. Judith I, 1). Après avoir pillé, tué et ravagé tout le Proche-Orient, Holopherne assiège Béthulie, une ville juive (probablement Massalah) qui barre un passage dans les montagnes de Judée. Comme l'eau vient à manquer, les habitants sont sur le point de se rendre, mais une jeune veuve, Judith, d'une extraordinaire beauté et d'une richesse considérable, prend la décision de sauver la ville. Avec sa servante et des cruches de vin elle pénètre dans le camp d'Holopherne ; ce dernier est tout de suite ensorcelé par la beauté et l'intelligence de cette femme ; il organise en son honneur un grand banquet à la fin duquel ses domestiques se retirent discrètement pour ne pas troubler la nuit d'amour qui, pensent-ils, attend leur maître. Mais elle continue à l'enivrer et, quand il est hors d'état de se défendre, elle le décapite avec l'aide de sa servante et revient à Béthulie avec la tête. Quand les soldats découvrent au matin leur chef assassiné, ils sont pris de panique : beaucoup s'enfuient et les juifs vainquent facilement ceux qui restent.

## Un thème pictural
La décapitation d'Holopherne par Judith a inspiré plusieurs œuvres d'art dues à des artistes tels que :  
- Donatello, Judith et Holopherne, 1455-60, bronze, Palazzo Vecchio, Florence.
- Sandro Botticelli,
  - La Découverte du cadavre d'Holopherne, vers 1472, Galerie des Offices, Florence.
  - Le Retour de Judith à Béthulie, vers 1470, Galerie des Offices, Florence.
  - Judith quittant la tente d'Holopherne, 1495-1500, Rijksmuseum, Amsterdam.
- Andrea Mantegna, 
  - Judith et Holopherne, 1495, National Gallery of Art, Washington. (voir illustration)
  - Judith tenant la tête d'Holopherne (Mantegna)
- Giorgione, Judith, vers 1504, musée de l'Ermitage, Saint-Pétersbourg.
- Lucas Cranach l'Ancien,
  - Judith avec la tête d'Holopherne, vers 1530, Kunsthistorisches Museum, Vienne. (voir illustration)
  - Judith avec la tête d'Holopherne, 1527-1537, musée d'Art de Ponce, Ponce.
- Giorgio Vasari, Judith décapite Holopherne, vers 1554, huile sur panneau, (108 × 79 cm), Musée d'art de Saint-Louis, Saint-Louis.
- Paolo Veronese, Judith et Holopherne, ap. 1581, musée des Beaux-Arts,Caen.
- Le Titien, Judith, 1565, (112 × 96 cm), Detroit Institute of Art
- Giuseppe Cesari, Judith avec la tête d'Holopherne, 1605-10, Berkeley Art Museum, Université de Californie.
- Giovanni Baglione, Judith avec la tête d'Holopherne, 1608, Galerie Borghèse, Rome.
- Cornelius ou Cornelis Galle l'Ancien, Judith décapitant Holopherne (« La Grande Judith »), 1610-1620, Bibliothèque nationale de France Paris
- Artemisia Gentileschi, Judith décapitant d'Holopherne, 1612-21, Galleria degli Uffizi, Florence. (voir illustration). Une seconde version est visible au Museo e Real Bosco di Capodimonte, à Naples, Italie.
- Cristofano Allori, Judith avec la tête d'Holopherne, 1613, Royal Collection, Windsor. (voir illustration)
- Rubens, Judith avec la tête d'Holopherne, vers 1616, Musée Herzog Ulrich Anton, Braunschweig.
- Valentin de Boulogne, Judith et Holopherne, vers 1626, National Museum of Fine Arts, La Vallette.
- Francesco Furini, Judith et Holopherne , 1636, Galleria Nazionale d'Arte Antica, Rome.
- Le Caravage, Judith tranchant la tête d'Holopherne (vers 1598) Huile sur toile, 145 × 195 cm - Galleria Nazionale d'Arte Antica, Rome   (voir illustration)
- Giulia Lama, Judith et Holopherne, vers 1730, Gallerie dell'Accademia, Venise.
- Joseph Flaugier, Judith et Holopherne, 1790/1800, Musée Goya, Castres.
- Rosalie Bidauld, Judith venant de tuer Holopherne, Huile sur toile, Carpentras bibliothèque Inguimbertine et musées, inv.398 - récompensée au salon de Toulouse, 1827 (voir illustration)
- Vincenzo Camuccini, Judith avec la tête d'Holopherne, 1828, Alzano Lombardo, chapelle du Rosaire.
- Horace Vernet, Judith et Holopherne, 1829
- Gustav Klimt
  - Judith I, 1902, Österreichische Galerie, Vienne, (voir illustration)
  - Judith II ou Salomé, 1909, Galleria d'Arte Moderna, Venise   (voir illustration)
- Andreï Belloli Judith, 1875

## Un thème littéraire

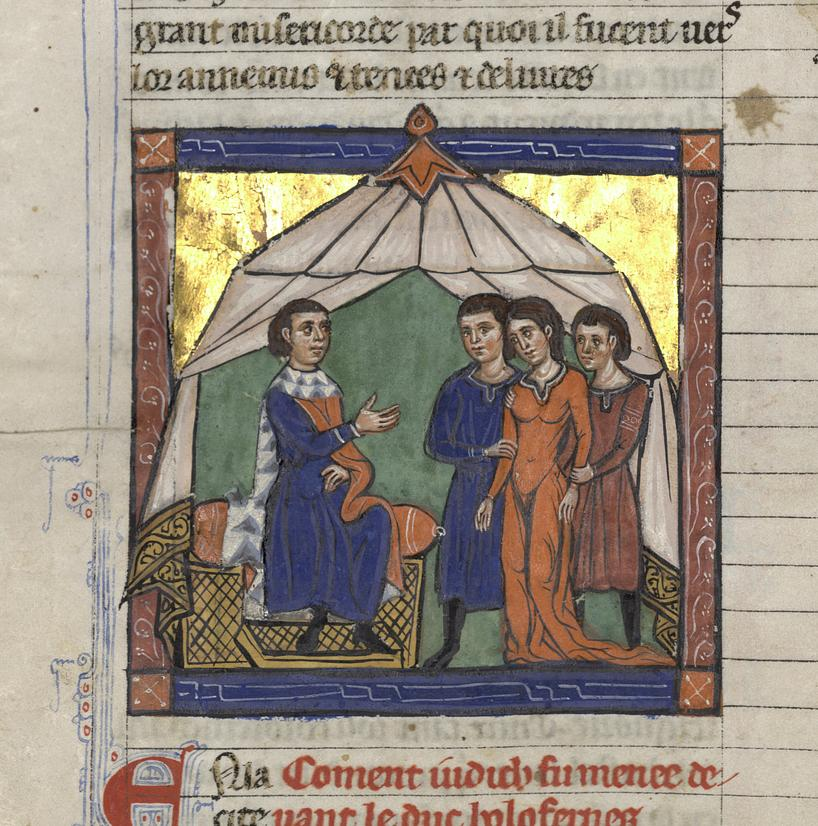
Miniature de Judith conduite devant Holopherne du manuscrit enluminé de lHistoire ancienne jusqu'à César de Saint-Jean-d’Acre (Ms 562), 1260-1270, conservé à la Bibliothèque municipale de Dijon

- un poème en vieil anglais (la datation varie du VIIe au IXe siècle) : Judith
- le poème La Judith, de Guillaume de Saluste Du Bartas, poète protestant français du XVIe siècle
- une pièce, la Célinde, de Balthazar Baro
- une pièce Judith (1695), de Claude Boyer
- une pièce d'Abraham Goldfaden
- Holopherne est aussi le nom d'un personnage shakespearien de la pièce  Peines d'amour perdues
- Holopherne apparaît aussi dans le Purgatoire de Dante
- la pièce Judith de Jean Giraudoux
- une pièce de théâtre du dramaturge anglais Howard Barker : Judith ou le corps séparé, (1995)
- à Michel Leiris, ainsi qu'il l'explique dans L'Âge d'homme, une partie de son œuvre autobiographique.
- le mythe de Judith et Holopherne apparaît dans le manuscrit de l'Histoire ancienne jusqu'à César (Ms 562)

## Un thème musical
- Holopherne, opéra de Boris von Vietinghoff-Scheel, composé en 1883
- Holofernes, portrait pour baryton et orchestre sur les textes de Friedrich Hebbel, composé par Siegfried Matthus (né en 1934)
- Judith Holophernes (Wir Sind Helden)
- Judith, opéra d'Alexandre Serov (1820-1871), en CD chez BRILLIANT, réf. 9219
- Judith, opéra d'Arthur Honegger (1925)
- Judith sive Bethulia liberata H.391, oratorio de Marc-Antoine Charpentier
- Judith, cantate de Sébastien de Brossard
- Judith, cantate spirituelle EJG.30 d'Élisabeth Jacquet de La Guerre
- Betulia liberata, oratorio de Mozart
- Giuditta, oratorio d'Alessandro Scarlatti
- Juditha triumphans, oratorio d'Antonio Vivaldi